# Kuzarjev Kal
Kuzarjev Kal je naselje v Občini Novo mesto.